# Kozulka (owad)
Kozulka (Pogonocherus) – rodzaj chrząszczy z rodziny kózkowatych.

## Taksonomia
Rodzaj został opisany w 1821 przez Dejeana, gatunkiem typowym jest Cerambyx hispidus Linnaeus, 1758. Niektóre źródła (Aurivillius (1923)) błędnie podają za autora Zetterstedt, 1829 z gatunkiem typowym Cerambyx fasciculatus DeGeer, 1775.

## Ewolucja
Rodzaj znany od wczesnego Oligocenu (Rupel).

## Zasięg występowania
Gatunki z tego rodzaju występują w Europie, Azji, płn. Afryce oraz w Ameryce Północnej.
W Polsce 4 gatunki.

## Systematyka
Do rodzaju zaliczanych jest 29 żyjących gatunków zgrupowanych w dwóch podrodzajach (dwa gatunki nie są zaliczane do żadnego z nich), oraz jeden gatunek wymarły:
- Podrodzaj: Pityphilus Mulsant, 1862
  - kozulka malutka (Pogonocherus decoratus)
  - kozulka sosnówka (Pogonocherus fasciculatus)
  - Pogonocherus inermicollis
  - Pogonocherus ovatoides
  - kozulka jodłowa (Pogonocherus ovatus)
  - Pogonocherus penicillatus
  - Pogonocherus propinquus
  - Pogonocherus ressli
- Podrodzaj: Pogonocherus Dejean, 1821
  - Pogonocherus anatolicus
  - Pogonocherus arizonicus
  - Pogonocherus caroli
  - Pogonocherus cedri
  - Pogonocherus creticus
  - Pogonocherus dimidiatus
  - Pogonocherus eugeniae
  - kozulka kosmatka (Pogonocherus hispidulus)
  - kozulka kolcokrywka (Pogonocherus hispidus)
  - Pogonocherus marcoi
  - Pogonocherus mixtus
  - Pogonocherus neuhausi
  - Pogonocherus parvulus
  - Pogonocherus perroudi
  - Pogonocherus pictus
  - Pogonocherus pilosipes
  - Pogonocherus plasoni
  - Pogonocherus sieversi
  - Pogonocherus sturanii

Bez podrodzaju:
- - Pogonocherus ehdenensis
  - Pogonocherus pesarinii

Oraz wymarły: 
- - Pogonocherus jaekeli†